# 张村街道
张村街道，是中华人民共和国山西省临汾市侯马市下辖的一个乡镇级行政单位。

## 行政区划
张村街道下辖以下地区：
侯北社区、张村、褚村、观庄村、西里村、北坞村、小里村、大李村、南庄村、北庄村和太秦村。